# うねり打法
うねり打法（うねりだほう）とは、2001年に手塚一志が発見・提唱した野球の打法である。田淵幸一の指導によってプロ野球界に提唱された。理論的な特長は、スパイクシューズの軸足内踵部分の歯を地面に食い込ませ、地面からの反力を利用して振り出す身体操作法を用いること。

## 概要
軸足の母趾球（親指の付け根）を使って一気に回転する一般的な打ち方と比べ、うねり打法では身体を下の方から順番にねじり戻していくため、力が段々と伝わっていき、インパクトの瞬間にピークに達するとされる。他にも、母趾球回転型の打ち方が脹脛周辺の筋力を直線的に発揮することで股関節等の骨格を基にした脊柱軸の回旋運動（1stスピン）を発生させる一方、うねり打法では骨格、重心移動が主導の反射的な螺旋状の筋出力が見込めるという利点がある。
2002〜2003年、阪神タイガースの打撃コーチに就任した田淵幸一が、手塚一志の協力を得て阪神打線に浸透させた。
田淵幸一は、1985年の優勝後から田淵が打撃コーチに就任する以前の2001年までの16年で2割4分9厘に低迷するチーム打率（平均）を、就任後2年間で2割8分7厘に押し上げ「つながる打線・終わらない攻撃」と称された。

## 分類
手塚の著書『バッティングの極意』では、うねり打法をおおまかにシングルスピン打法、ダブルスピン打法に分類できるとし、濱中治や小笠原道大をシングルスピン系に、タフィー・ローズや中村紀洋をダブルスピン系の打者としていた。

## うねり打法だと指摘されている打者
- 王貞治
- アレックス・カブレラ
- 清原和博

## うねり打法を指導された打者
- 濱中治